# Hilarius Litoměřický
Hilarius Litoměřický (1420? Litoměřice – 31. prosinec 1468 České Budějovice nebo Plzeň) byl český katolický kazatel a kněz.

## Život
Narodil se v Litoměřicích. V roce 1446 se stal bakalářem a roku 1451 mistrem na Teologické fakultě Univerzity Karlovy. Poté v letech 1451–1454 pobýval v Padově, kde přešel od utrakvismu ke katolictví. V Itálii se stal doktorem církevního práva, patrně na univerzitě v Bologni.
Z Padovy přivezl do Čech své opisy některých děl Ramona Llulla (1234–1316), čímž uvedl lulismus do českého prostředí. Po návratu byl jmenován kanovníkem u Všech svatých, okolo roku 1460 pak v katedrále sv. Víta. V roce 1461 byl zvolen děkanem pražské kapituly a papežem jmenován administrátorem pražského arcibiskupství.
Velmi silně se po návratu z Itálie rovněž zapojil do soudobých náboženských a politických sporů, vystupoval jak proti svému dřívějšímu učiteli Janu Rokycanovi, tak proti Jednotě bratrské. Polemizoval s ním Rokycana nebo Martin Lupáč. Brojil též proti králi Jiřímu z Poděbrad, zejména po vyhlášení papežovy klatby v roce 1466. V roce 1467 Hilarius odešel s celou kapitulou do Plzně, aby demonstroval, že již nerespektuje krále Jiřího. Úzce též spolupracoval s Strakonickou jednotou, která se proti Jiřímu z Poděbrad zformovala. V létě 1467 ji reprezentoval na říšském sněmu v Norimberku. Argumentoval zde, že se v Čechách nejedná o odboj poddaných proti králi, ale že jde o zápas o víru, který čeští katoličtí šlechtici svádějí z rozkazu papežova. Když se pak v prosinci zástupci Panské jednoty sjeli do Vratislavi, vypravili odtud posly do Říma, mezi nimiž byl i Hilarius jako jeden z hlavních vyjednávačů. V Římě zůstal až do dubna 1468. Vrátil se do Čech v doprovodu papežského legáta Vavřince Rovarelly. Ten ho pak poslal s listy k uherskému králi Matyáši Korvínovi do ležení v Třebíči. Poté se vrátil do Plzně, kde brzy na to zemřel. Údajně byl otráven. Pohřben byl v katedrále sv. Bartoloměje, před velikým oltářem.
Latinsky napsal dílo Hystoria Civitatis Plznensis, neboli kroniku města Plzně z Kázání na Nový svátek z roku 1466. V jednom ze svých kázání v roce 1467 označil hradiště u Bukovce za předchůdce města. Je to jedna z nejstarší zmínek o archeologických památkách v Čechách. Spis byl sepsán na 31 pergamenových listech. Vydán byl roku 1821 Josefem Vojtěchem Sedláčkem v díle Paměti plzeňské. Psal ovšem i česky.